# Sonic Blast Man
Sonic Blast Man é uma franquia de videogames criada pela Taito Corporation estrelada pelo superherói do título. O game começou originalmente como um jogo de arcade, mas eventualmente deu seu lugar ao Super NES, com um gameplay diferente. Ambas as versões receberam uma sequência cada.

## Jogo do Arcade
O jogo consiste acertando nos alvos mostrados (o assassino, o caminhão, o edifício, o caranguejo e o asteróide). Para ganhar, cada objetivo tem um jogo um número de toneladas (t) de resistência. Uma vez eles são esvaziados, eles serão derrotados. Para acertar no alvo, o jogo levanta um sparring mecânico quando estiver na hora para atacar. O jogador tem que usar a luva de boxe que está amarrada a máquina e com isto socar o sparring forte bastante para marcar uma quantia de dano. São permitidos só três golpes.
A versão de arcade cinco fases. Em cada um há tipos diferentes de situações, cada um mais difícil que o prévio:
- Uma mulher está sendo assaltada por um assassino comum.
- Um carrinho de bebê está sem querer em frente à estrada de veículos, e um caminhão atropelará isto logo.
- Um grupo armado tomou controle de um edifício como seu centro de operações.
- Um caranguejo gigantesco está aterrorizando a Costa.
- Um asteróide está em rota de colisão com a Terra.

## versão para Super Nes
A versão de Super NES  é uma parecida com Final Fight. Nesta versão Sonic Blast Man  tem que salvar a Terra de tipos diversos de forças más, de gangues de rua e terroristas, para aliens e robôs e, finalmente, um clone mau dele. A briga começa em um local de construção na Terra e finda no espaço exterior.
O jogo só é para um jogador. Como em qualquer jogo de luta desse estilo, o jogo consiste em derrotar as hordas de inimigos antes de continuar na fase. Ele também usa um ataque especial que bate qualquer inimigo perto, mas reduz alguns da energia dele e tonteia ele temporariamente. Outra característica particular é o modo que Sonic Blast Man  segura os inimigos dele: Quando chegam os inimigos, ele pode os agarrar em ordem para chacoalha-los no ar e joga-los, ou solta uma série de socos. Porém, se ele os esmurrar repetidamente, ele os segurará eventualmente, de forma que ele pode os dinamitar com uma onda sônica, pode girar o braço e os bater com um soco ou pode os lançar para trás com golpe de judô. Todos esses  efeitos dependem da direção que o direcional é apertado ao apertar o botão de soco. O ataque mais poderoso dele é o D. Punch (Dinamite Punch) dele que deve ser carregado com um certo botão que pode ser descarregado com o soco. O D. Punch está limitado (geralmente a 3 vezes por vida) e afeta todos os inimigos na tela.
As fases de bonus são um adaptação da versão de arcade. A diferença principal é que desde então não há nenhum sparring, o jogador tem que carregar força girando o direcional repetidamente.
Como com a maioria dos jogos de luta, a versão japonesa teve inimigos femininos que foram substituídos por masculinos nas versões americana e europeia, principalmente por causa da censura rígida da Nintendo emitida na ocasião.